# Sebastian Fitzner
Sebastian Fitzner (* 27. Februar 1994) ist ein deutscher Synchronsprecher sowie Sprecher von Hörspielen & Hörbüchern. Häufig leiht er den Schauspielern Nat Wolff, Tye Sheridan, Will Poulter und Nick Robinson seine Stimme.

## Leben
Fitzner ist seit 2004 als Synchronsprecher tätig. Von 2016 bis 2018 synchronisierte er Chandler Riggs für die Fernsehserie The Walking Dead. Im Marvel Cinematic Universe spricht er seit dem Film Spider-Man: Homecoming Jacob Batalon in der Rolle des Ned Leeds. In der deutschen Synchronfassung von Dragonball Z Kai löste Fitzner Olivia Büschken nach 58 Folgen als Stimme von Son-Gohan ab. Auch synchronisierte er Dylan Arnold als Noah Porter in After Passion sowie Brandon Soo Hoo mehrmals als Beast Boy/Garfield Logan. 2024 übernahm er für das Hörspiellabel Titania Medien tragende Rollen in den Hörspielreihen Gruselkabinett und Sherlock Holmes.
Daneben war Fitzner Kandidat in der am 31. Januar 2022 gesendeten Ausgabe von Wer wird Millionär? und gewann dort 16.000 Euro.

## Sprechrollen (Auswahl)
Nat Wolff
- 2012: Love Stories als Rusty Borgens
- 2014: Das Schicksal ist ein mieser Verräter als Isaac
- 2015: Grandma als Cam
- 2015: Margos Spuren als Quentin Jacobsen
- 2015: Man lernt nie aus als Justin
- 2015: Ashby als Ed Wallis
- 2016: Stürmische Ernte – In Dubious Battle als Jim Nolan
- 2017: Liebe zu Besuch als Teddy

Nick Robinson
- 2015: Die 5. Welle als Ben Parish
- 2015: Being Charlie – Zurück ins Leben als Charlie
- 2015: Jurassic World als Zack
- 2017: Du neben mir als Olly Bright
- 2018: Love, Simon als Simon Spier
- 2021: Love, Victor als Simon Spier
- 2021: A Teacher als Eric Walker

Jacob Batalon
- 2017: Spider-Man: Homecoming als Ned Leeds
- 2019: Avengers: Infinity War als Ned Leeds
- 2019: Spider-Man: Far From Home als Ned Leeds
- 2019: Tage wie diese als Keon
- 2021: Spider-Man: No Way Home als Ned Leeds

Jake T. Austin
- 2011: Rio als Fernando
- 2013: Khumba als Khumba
- 2014: Rio 2 – Dschungelfieber als Fernando
- 2017: Emoji – Der Film als Alex

Will Poulter
- 2015: The Revenant – Der Rückkehrer als Jim Bridger
- 2016: Kids in Love als Jake
- 2017: War Machine als Ricky Ortega

Tye Sheridan
- 2016: X-Men: Apocalypse als Scott Summers/Cyclops
- 2018: Ready Player One als Parzival
- 2019: X-Men: Dark Phoenix als Scott Summers / Cyclops

### Filme
- 2005: Over There – Kommando Irak (Over There)
- 2006: World Trade Center
- 2007: Mimzy – Meine Freundin aus der Zukunft (The Last Mimzy)
- 2007: Mr. Bean macht Ferien (Mr. Bean’s Holiday) für Max Baldry als Stephan
- 2009: Bride Wars – Beste Feindinnen (Bride Wars)
- 2012: Zorn der Titanen (Wrath of the Titans)
- 2013: Jonas in Barbie und ihre Schwestern im Pferdeglück
- 2017: Black Butler: Book of the Atlantic (Kuroshitsuji: Book of the Atlantic) als Ciel Phantomhive
- 2019: After Passion (After) als Noah Porter
- 2020: Knives Out – Mord ist Familiensache für Jaeden Martell als Jacob Thrombey
- 2020: Weathering With You – Das Mädchen, das die Sonne berührte (天気の子) für Kotaro Daigo als Hodaka Morishima
- 2020: Lupin III. vs. Detektiv Conan: The Special für Jun Fukuyama als Gill Cowell Vespaland
- 2020: 1917 – für Dean-Charles Chapman als Lance Corporal Blake
- 2020: Sonic the Hedgehog – für Colleen O’Shaughnessey als Miles Tails Prower
- 2021: Zerplatzt (Spontaneous) – für Charlie Plummer als Dylan Hovemeyer
- 2022: Uncharted – für Rudy Pankow als Samuel 'Sam' Drake
- 2023: Black Clover: Sword of the Wizard King - für Jun Fukuyama als Finral Roulacase
- 2025: Mickey 17 - für Sam Woodhams als Quartiermeister

### Serien
- 2004–2009: Sean Marquette in Fosters Haus für Fantasiefreunde als Mac
- 2006–2007: Maile Flanagan in Au Schwarte! als Ringel (2. Stimme; ab Folge 40 in 12 Folgen)
- seit 2009: Maaya Sakamoto in Black Butler als Ciel Phantomhive
- 2010–2015: Cody Christian in Pretty Little Liars als Mike Montgomery
- 2012–2014: P.J. Byrne in Die Legende von Korra als Bolin/Nuktuk
- 2012–2015: Kelly Sry in Awkward – Mein sogenanntes Leben als Fred Wu
- 2013–2019: Zach Callison in Steven Universe als Steven Universe
- 2014–2015: Kensho Ono in Aldnoah.Zero als Slaine Troyard
- 2014–2015: Yona – Prinzessin der Morgendämmerung (Akatsuki no Yona) als Yun
- 2014–2015: Ryota Ohsaka in Shigatsu wa Kimi no Uso – Sekunden in Moll als Ryōta Watari
- 2015–2016: Suraj Partha in Modern Family als Sanjay Patel
- 2015–2016: Coy Stewart in Bella and the Bulldogs als Troy Dixon
- 2015–2016: Kevin Quinn in Camp Kikiwaka als Xander McCormick
- 2015–2017: Michael Johnston in Teen Wolf als Corey Bryant
- 2015–2017: Masako Nozawa in Dragonball Z Kai als Son-Gohan (2. Stimme)
- 2015/2019: Minami Takayama in One Punch Man als Child Emperor
- 2016–2018: Chandler Riggs in The Walking Dead als Carl Grimes (3. Stimme; Staffel 7 und 8)
- 2016–2017: Justice Smith in The Get Down als Ezekiel „Zeke“ Figuero
- seit 2016: Ben Diskin in Miraculous – Geschichten von Ladybug und Cat Noir als Max Kanté
- 2017: Thomas Brodie-Sangster in Godless als Whitey Winn
- 2017–2020: Makoto Furukawa in Haikyu!! als Yuutarou Kindaichi
- 2017–2019: Vincent Martella in Schlimmer geht’s immer mit Milo Murphy als Bradley Nicholson
- 2017–2021: Miguel Herrán in Haus des Geldes als Aníbal Cortés alias Rio
- 2017–2019: Logan Grove in Young Justice als Beast Boy / Garfield Logan
- seit 2018: Furiki Vollgas als André Furiki
- 2018–2022: Itzan Escamilla in Élite als Samuel García Domínguez
- 2018: Toshiyuki Toyonaga in Free! Staffel 3: Free! Dive to the Future als Asahi Shiina
- 2018–2023: Garrett Wareing in Manifest als TJ Morrison
- seit 2018: Daiki Yamashita in My Hero Academia als Izuku Midoriya
- 2019: Ethan Herisse in When They See Us als Yusef Salaam
- 2019: Charlie Plummer in Eine wie Alaska als Miles Halter
- 2019: Mariya Ise in The Promised Neverland als Ray
- 2019: Finn Wolfhard in der Netflix-Serie Carmen Sandiego als Player
- 2019: Nobunaga Shimazaki in The Disastrous Life of Saiki K.: Reawakened als Shun Kaidou
- 2019: Shun'ichi Toki in Demon Slayer: Kimetsu no Yaiba als Kiyoshi
- 2019–2021: You Taichi in Fruits Basket als Hiro Soma
- seit 2019: Ayumu Murase in Dr. Stone als Ginrou
- seit 2020: in Outer Banks als JJ
- 2020–2022: Evan Evagora in Star Trek: Picard als Elnor
- 2021–2023: Gossip Girl (Fernsehserie) als Otto „Obie“ Bergmann IV
- 2021–2022: Jacob Dudman in Fate: The Winx Saga als Sam Harvey
- 2022: Guido Messina in Sommer im Cielo Grande als Julián
- 2022–2023: Tomokazu Seki in Monster (Manga) als Karl Neumann
- 2024: Moisés Arias in Fallout als Norman MacLean
- 2024: Dean-Charles Chapman in The Acolyte als Torbin
- 2024: Kentarō Kumagai in Delicious in Dungeon (Anime) als Laios Touden

### Computerspiele
- 2018: Kingdom Come: Deliverance als Hans Capon
- 2022: Lego Star Wars: Die Skywalker Saga als Luke Skywalker
- 2023: Final Fantasy XVI als Lubor
- 2025: Kingdom Come: Deliverance II als Hans Capon

## Hörspiele (Auswahl)
- 2014–2017: Mark Brandis, Raumkadett als Rob Monnier
- 2015: Jurassic World – Das Original-Hörspiel zum Kinofilm. Edel Germany.
- 2018: Schlimmer geht’s immer mit Milo Murphy 1: Ein Schulweg voller Hindernisse. Kiddinx Media Verlag & BookBeat
- seit 2018: TKKG Junior, Europa & Audible als Tim Carsten
- seit 2020: Der junge Sherlock Holmes (Hörspielserie, als jugendlicher Victor Trevor), Floff Publishing & Audible
- 2024: Howard Phillips Lovecraft: Gruselkabinett, Folge 192: Gefangen bei den Pharaonen, Titania Medien als Ali Ziz[3]
- 2024: Arthur Conan Doyle, Amy Onn: Sherlock Holmes - Die geheimen Fälle des Meisterdetektivs, Folge 65: Der Fall Harry Houdini, Titania Medien, als Franz Kukol[4]
- 2024: Arthur Conan Doyle, Amy Onn: Sherlock Holmes - Die geheimen Fälle des Meisterdetektivs, Folge 66: Der Frauenmörder von Boston, Titania Medien, als Polizist Byde[5]
- 2025: Der wilde Roboter (Das Original-Hörspiel zum Kinofilm), EdelKids Verlag (Der wilde Roboter)

## Hörbücher (Auswahl)
- 2021: Valentina Fast: Gefährliche Liebe (Hörbuch-Download, Secret Academy 2, gemeinsam mit Nora Jokhosha), Lübbe Audio & BookBeat, ISBN 978-3-8387-9567-6
- 2021: Emma Scott: BE MY TOMORROW (Hörbuch-Download, Teil 1 der Serie „Only Love“, gemeinsam mit Gabrielle Pietermann), Lübbe Audio, ISBN 978-3-96635-152-2
- 2021: Birgit Hasselbusch: Freundschaftsspiel mit Doppelpass, Universal Music Vertrieb/Karussell, EAN 0602435843391
- 2021: Morgane Moncomble: Still With You (Hörbuch-Download, gemeinsam mit Nora Jokhosha), Lübbe Audio, ISBN 978-3-96635-162-1
- 2022: Sarah Sprinz: Dunbridge Academy - Anywhere (Dunbridge Academy 1, gemeinsam mit Leonie Landa), Lübbe Audio, ISBN 978-3-96635-208-6 (Hörbuch-Download)
- 2022: Amanda Foody: Eine schicksalhafte Prüfung, LEONINE Audio & Audible
- 2022: Miriam Mann & Marikka Pfeiffer: DIE MAGISCHEN TRAUMTIERE: Wirbel um die Riesenohrspringmaus, Lübbe Audio, ISBN 978-3-7540-0206-3 (Download, mit Nicole Silbermann)
- 2022: Sarah Sprinz: In unserem Universum sind wir unendlich, Lübbe Audio, ISBN 978-3-7540-0452-4 (Hörbuch-Download, gemeinsam mit Marco Eßer)
- 2022: Ruth Rahlff: Den Geist aufgeben gibt's nicht!, Hörbuch Hamburg, ISBN 978-3-7456-0376-7 (SpooKI 1)
- 2023: Alexandra Flint: Kein Horizont zu weit (Hörbuch-Download, Teil 1 der Serie „Tales of Sylt“, gemeinsam mit Gabrielle Pietermann), Lübbe Audio, ISBN 978-3-7540-0783-9
- 2023: Anna Savas: Hold Me (Hörbuch-Download, Teil 1 der Serie „New England School of Ballet“, gemeinsam mit Marie Bierstedt), Lübbe Audio, ISBN 978-3-96635-309-0
- 2023: Lisa F. Olsen: I kissed a boy - Dacre, BoD audio Verlag & Audible (Tannstein-Reihe 1)
- 2023: Teun Toebes: Der Einundzwanzigjährige, der freiwillig in ein Pflegeheim zog und von seinen Mitbewohnern mit Demenz lernte, was Menschlichkeit bedeutet, Audio-To-Go Publishing Ltd.
- 2024: Gordon Korman: The Fort – Das Geheimnis eines Sommers, der Audio Verlag, ISBN 978-3-7424-3089-2 (gemeinsam mit Marius Clarén, Marcel Mann, Dirk Petrick, Marco Eßer & Nicolas Rathod)
- 2025: Lally Megan: That's Not My Name, avm Verlag & Audible (Mit Julia Bautz)